# Delay

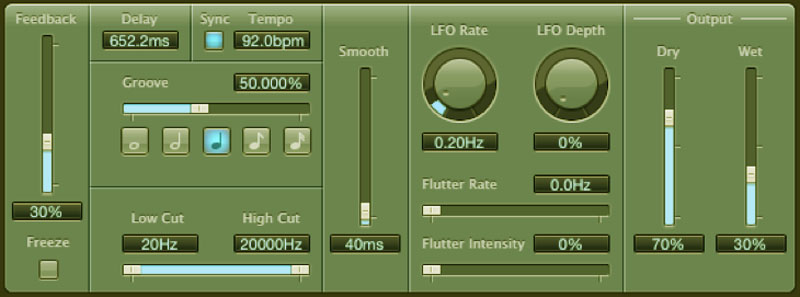
Delay som mjukvara

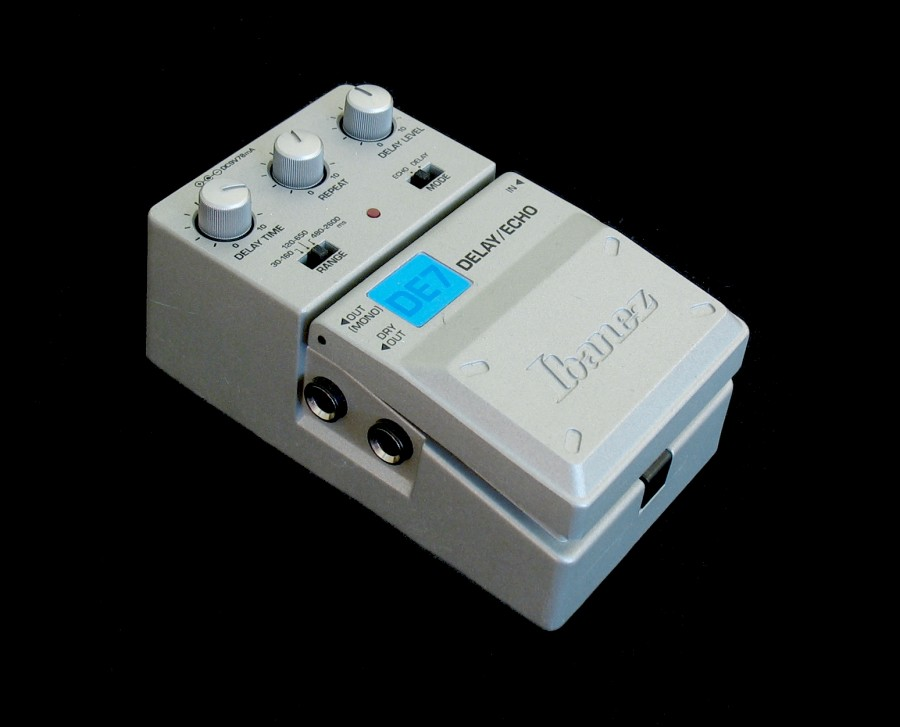
Delay som effektpedal; en Ibanez DE-7

Delay är en effekt inom ljudmixning och innebär fördröjning eller förskjutning.
Effekten simulerar en fördröjning på originalljudet liknande naturligt eko. Delay verkar efter en bestämd tid och man kan styra hur snabbt eller långsamt en fördröjning ska vara. Genom att fördröjningen spelas upp flera gånger skapas ett repeterande avklingande eko. Det finns olika typer av delayer och vanliga varianter kan vara:
- Tape Delay
- Sample Delay
- Stereo Delay
- Modulation Delay
- Multitap Delay

## Ljudklipp
Delay (fil)

Elgitarr utan och med delay, här som en inbyggd effekt i förstärkaren Fender Vibro-Champ XD.